# Sołomon Szerieszewski
Sołomon Szerieszewski, ros. Соломон Шерешевский (ur. 1886, zm. 1 maja 1958) – rosyjski dziennikarz, reporter litewskiego dziennika, słynny mnemonista, synesteta, znany w literaturze jako „S”. Był badany przez Aleksandra Łurię przez prawie 30 lat i opisany w książce Umysł mnemonisty (ros. Маленькая книжка о большой памяти (ум мнемониста), ang. The Mind of a Mnemonist: A Little Book About A Vast Memory).
Szerieszewski cechował się fenomenalną pamięcią. Potrafił bezbłędnie powtarzać dowolnie długie listy słów i liczb. Mógł je odtwarzać potem w dowolnej kolejności – od przodu równie łatwo jak od tyłu, jeśli powiedziano mu jakąś liczbę z listy, od razu przypominał sobie wszystkie sąsiadujące z nią. Nie popełniał przy tym żadnych błędów. Także po piętnastu–dwudziestu latach odtwarzał dowolną, wcześniej zapamiętaną listę bezbłędnie. Równocześnie przypominał sobie moment, w którym zapamiętywał dany ciąg liczb, pozycję i ubiór badacza itp. Podobnie było z ciągami słów, a także np. tekstami w obcych językach.

## Eksperyment (przykład)
W jednym z eksperymentów pokazano mu cyfry ułożone w cztery kolumny (13 cyfr w dwóch środkowych kolumnach i 12 w brzegowych). Szerieszewski przyglądał się im przez trzy minuty. Następnie odtworzył tablicę bezbłędnie, wymieniając wszystkie liczby w ciągu 40 sekund. Potrafił wymienić je w dowolnej kolejności – w kolumnach bądź rzędach, po przekątnej, ruchem skoczka szachowego. 90 sekund zajęło mu przekształcenie wszystkich 50 cyfr w jedną liczbę 50-cyfrową.

## Sposób zapamiętywania informacji
Łuria ustalił, że w mózgu Szerieszewskiego powstawały m.in. bardzo plastyczne, obrazowe przedstawienia umysłowe, np. ciągu słów lub liczb (synestezja), już zawsze możliwych do odtworzenia (brak możliwości zapominania; zob. też pamięć ejdetyczna). Pacjent doświadczał też zwykle „smaku i wagi słowa” oraz emocji z nim związanych. W ten sposób słowo „zapamiętywało się samo”.
Szerieszewski doświadczał bardzo wyrazistych wrażeń wzrokowych słysząc określony dźwięk, mógł mieć także wrażenia smakowe, dotykowe itd. W umyśle „S” nieustannie powstawały rozmaite obrazy umysłowe i ich trwałe skojarzenia. Np. w czasie prób zapamiętania ciągu cyfr, wyobrażał je sobie jako ludzi: „1 jest wyniosłym mężczyzną, 2 pełną animuszu kobietą...” Wyuczone ciągi cyfr Szerieszewski odtwarzał w dowolnej kolejności, bowiem w jego mózgu układały się jak ludzie na scenie, którą całą widział oczami wyobraźni.
Powstałe w jego mózgu reprezentacje umysłowe były trwałe, co było trudne do zniesienia – niezawodna pamięć bardzo utrudniała życie. Ze względu na swoje wrażenia nie mógł np. jeść czytając, a nawet skoncentrować się na lekturze. Jest opisywany jako człowiek przygaszony i lękliwy, przytłoczony przez wielką liczbę wspomnień gromadzonych od wczesnego dzieciństwa, z mózgiem który nazwano „wysypiskiem wrażeń” („poruszał się wśród nich nieomal po omacku, prawie tak oszołomiony jak H.M.…”). Nie mógł pracować zawodowo – np. proste polecenia wywoływały oszałamiający natłok dawnych wrażeń. Podobnie reagował w innych codziennych sytuacjach życiowych, np. w czasie czytania książek, zakupów lub spożywania posiłków. Nie mając innych możliwości występował na jarmarcznych pokazach, które nie dawały mu satysfakcji, a nasilały kakofonię wspomnień (ulgę przynosił tylko intensywny trening umysłu – tłumienie niechcianych wspomnień przez nowe wrażenia). Pod koniec życia przebywał w szpitalu psychiatrycznym. Po latach badań Łurija nie dostrzegł „wyraźnych granic” pamięci „pacjenta S”
Ludzie wolni od synestezji, stosujący mnemotechniczne sposoby ułatwiające zapamiętywanie, wykorzystują zjawiska podobne do zachodzących w mózgu Szerieszewskiego.

## Anegdoty o Szerieszewskim
W literaturze przedmiotu opisanych jest wiele anegdot na temat Szerieszewskiego:
- Jako dziennikarz musiał słuchać każdego dnia wytycznych przełożonego, przekazującego informacje zawierające np. adresy, które trzeba było sprawdzać. Przełożony zirytował się pewnego dnia, że Szerieszewski niczego nie notuje. „S” twierdził, że wszystko pamięta i udowodnił to, powtarzając słowo w słowo wypowiedzi szefa także z poprzednich zebrań. „S” był także zdziwiony, że inni muszą robić notatki i nie potrafią przypomnieć sobie dosłownie słów przełożonego – uważał, iż każdy posiada zdolności zapamiętywania takie jak on sam.
- Fenomenalna pamięć Szerieszewskiego szła w parze z przeciętną inteligencją.
- Potrafił z łatwością zapamiętywać bardzo złożone wzory matematyczne, nie rozumiejąc ich jednak.
- Gdy zadaniem było utrzymanie w pamięci formuł matematycznych lub sformułowań pozbawionych znaczenia, Szerieszewski próbował nadać im swoiste znaczenie. Na przykład konstruował historię, opisującą każdy element. Jeśli np. pierwszym elementem była litera N – wyobrażał on sobie ją jako mężczyznę o nazwisku Neiman; kolejną kropkę (mnożenie) wyobrażał sobie jako dołek, który wykopuje Neiman, następnie wyobrażał sobie, że Neiman patrzy na drzewo w kształcie pierwiastka itp.
- Mimo fenomenalnej pamięci nie potrafił niekiedy rozpoznać znajomych osób np. przez telefon, pamiętał ich głos bowiem tak dokładnie z przeszłości, że wszelkie zmiany sprawiały, iż nie był w stanie zidentyfikować tej osoby jako znajomej.
- Tendencja do przekładania dochodzących informacji na obrazy umysłowe bardzo Szerieszewskiemu przeszkadzała. Nie potrafił np. podczas rozmowy pohamować owej skłonności. Na przykład pewnego dnia zapytał sprzedawcę, czy ma lody, on odpowiedział mu w opryskliwej formie, co Szerieszewski wyobraził sobie jako czarną substancję wypływającą z jego ust, zupełnie tracąc apetyt.
- W zapamiętywaniu bardzo przeszkadzały mu bodźce uboczne. Np. gdy podczas słuchania tekstu, który miał zapamiętać, ktoś kaszlnął, w wyobraźni jego pojawiały się obrazy mgły, która zasłania zapamiętywany materiał.
- Szerieszewski miał ogromne kłopoty z zapominaniem, co było dla niego bardzo nieprzyjemne. Nie potrafił zapominać informacji. Wpadł na pomysł, aby zbędne dane zapisywać w wyobraźni na tablicy, a następnie je wymazywać. Jednak ta metoda nie zawsze działała. Podobnie pewne informacje spisywał w wyobraźni na kartkach, które następnie palił, jednak potrafił je odczytać ze spalonych kawałków – ta metoda też nie zawsze działała.
- „S” pracował także jako artysta sceniczny: prosił publiczność o podanie dowolnie długiego ciągu słów, który następnie bezbłędnie powtarzał. Publiczność próbowała wprowadzić go w błąd, wymyślając słowa i zwroty pozbawione znaczenia. Rozbijał je w wyobraźni na poszczególne elementy i nadawał im osobny sens, zapamiętując w ten sposób całość.
- W pewnym momencie zapamiętywał ciąg słów i przy odtwarzaniu pominął wyraz „jajko”. Tłumaczył swoją pomyłkę tym, że wyobraził je sobie stojące przy ścianie, ale ono zlało się z tłem – „Jak miałem zauważyć białe jajko pod białą ścianą?” Potem twierdził, że następnym razem postawiłby to jajko jako większe przy ścianie budynku i najlepiej przy latarni: „Nie umieszczam już rzeczy w nieoświetlonych miejscach (...) o wiele lepiej, kiedy w pobliżu jest jakieś źródło światła, ułatwiające ich znalezienie”[4].
- „S” miał kłopoty z zapamiętaniem informacji abstrakcyjnych, które trudno było przełożyć na obrazy np. „nicość”, „nieskończoność”.